# Capparis annamensis
Capparis annamensis là một loài thực vật có hoa trong họ Capparaceae. Loài này được (Baker f.) M.Jacobs mô tả khoa học đầu tiên năm 1965.